# Thomas Anson (1er comte de Lichfield)

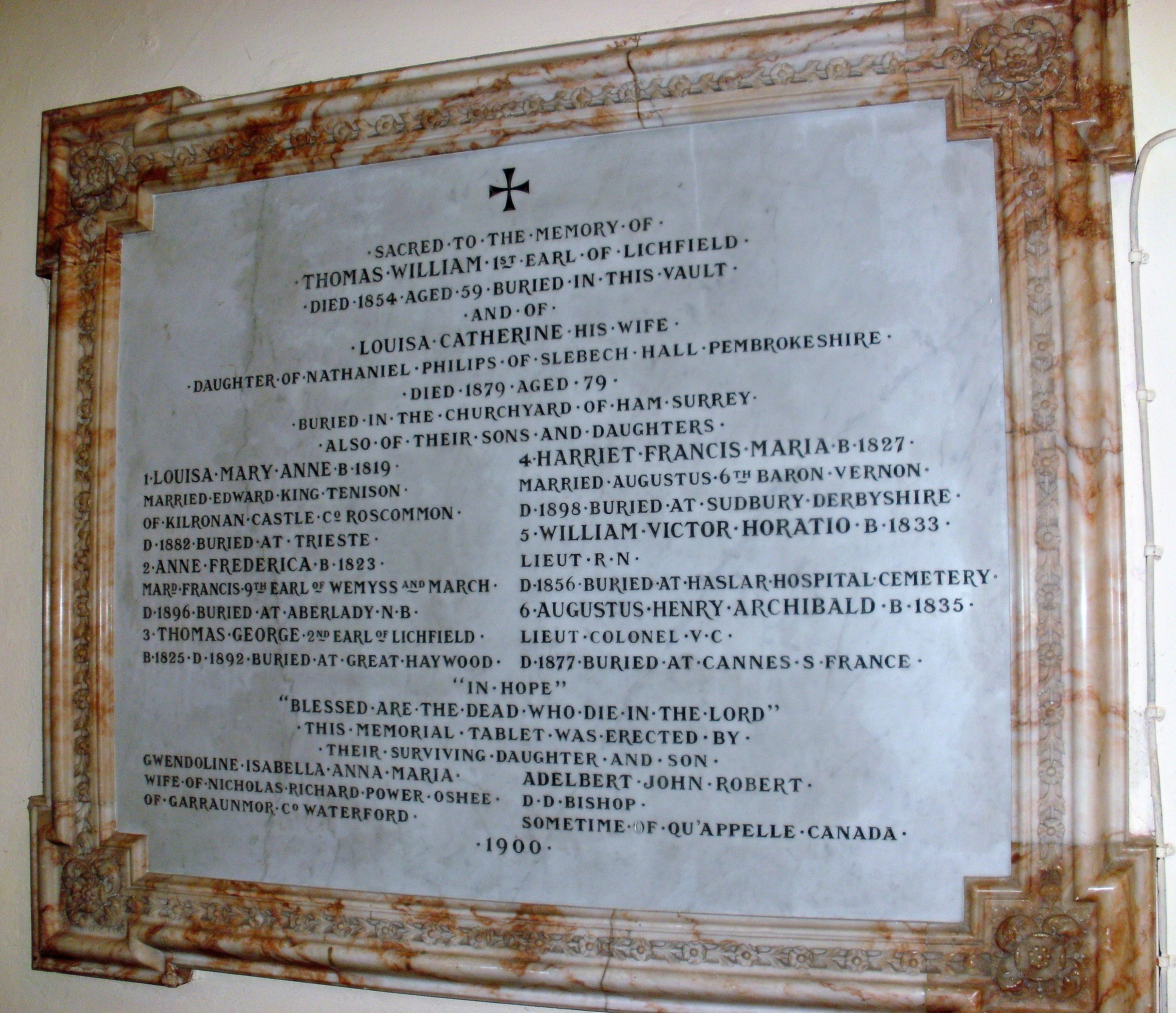
Monument commémoratif de la famille Anson à l'église St Michael et All Angels de Colwich

Thomas William Anson (20 octobre 1795 - 18 mars 1854), d'abord connu sous le nom de vicomte Anson de 1818 à 1831, est un homme politique britannique Whig de la famille Anson. Il sert sous les ordres de Lord Grey et de Lord Melbourne en tant que Maître des Buckhounds entre 1830 et 1834 et sous Melbourne comme Postmaster General de 1835 à 1841. Son goût du jeu et ses divertissements somptueux l’endettent lourdement et il est contraint de vendre tout le contenu de son domaine de Shugborough Hall.

## Biographie
Il est le fils aîné de Thomas Anson (1er vicomte Anson), et de sa femme Anne Margaret, fille de Thomas Coke (1er comte de Leicester). Le major général l'hon. George Anson (1797-1857) est son frère cadet. Il fait ses études au Collège d'Eton et à Christ Church, Oxford.
Il est élu à la Chambre des communes pour Great Yarmouth en juin 1818, mais il démissionne de son siège le mois suivant, à la mort de son père quand il devient vicomte d'Anson,. Il sert plus tard sous lord Grey et lord Melbourne comme maître du Buckhounds 1830-1834 et sous Melbourne en tant que ministre des Postes de 1835 à 1841. Il est admis au Conseil privé en 1830 et en 1831, il est nommé comte de Lichfield, de Lichfield dans le comté de Stafford, pour le couronnement de Guillaume IV.
Il est également connu pour son goût du jeu excessif et ses divertissements somptueux à son siège de Shugborough Hall. Il achète le domaine situé à proximité de Ranton, dans le Staffordshire, où il construit Abbey House et la développe en un grand centre sportif. Cependant, son style de vie extravagant et ses habitudes de jeu l'ont endetté, ainsi que sa famille, de 600 000 £ et entraînent la faillite financière d’Anson en 1842. La totalité du contenu de Shugborough Hall est vendue pour payer les dettes,. Abbey House à Ranton est incendiée en 1942. On peut encore voir les ruines couvertes de lierre.

## Famille

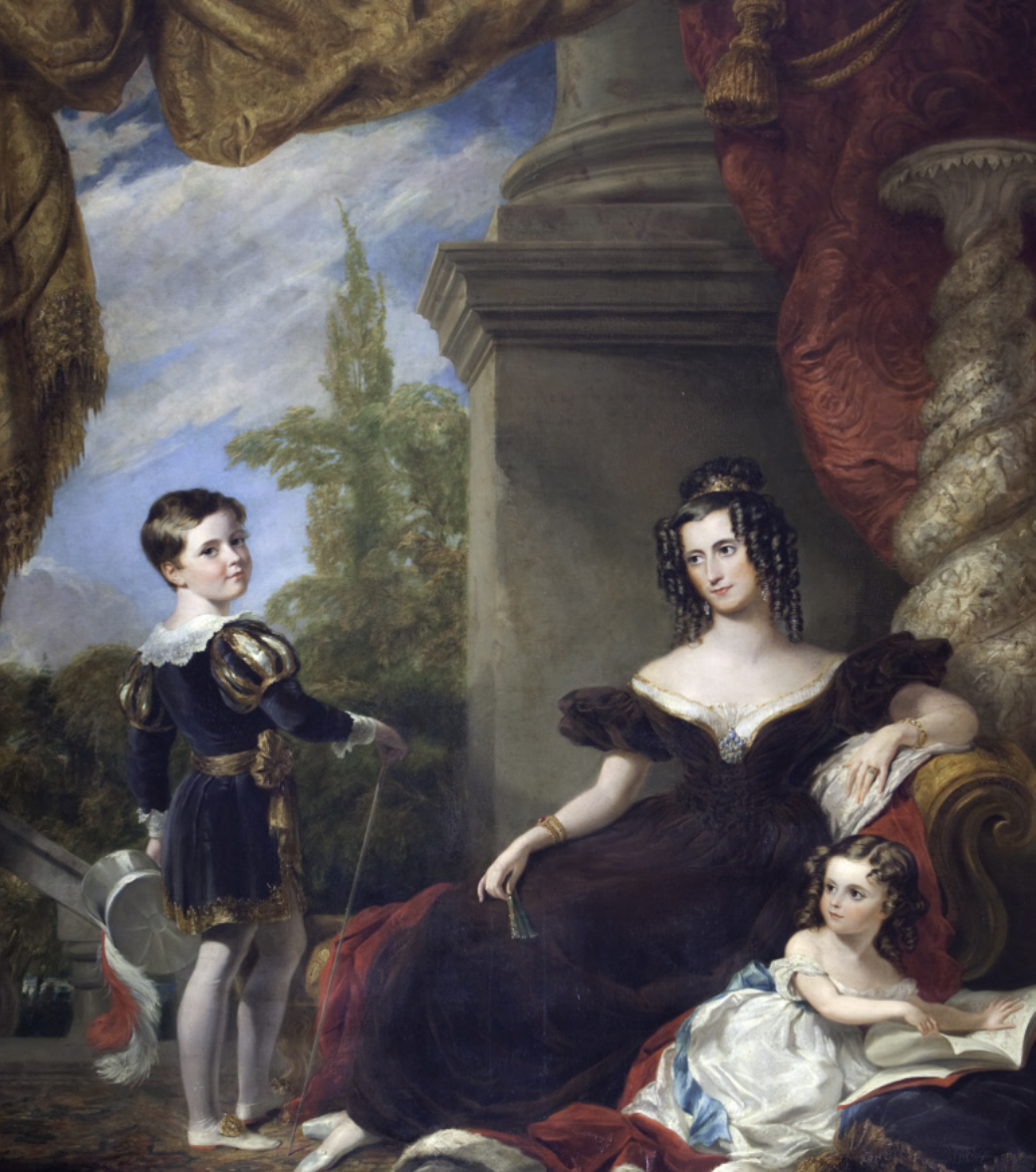
Louisa Philips, comtesse de Lichfield (1800-1879) avec deux de ses enfants par George Hayter 1832

Lord Lichfield épouse Louisa Catherine, fille de Nathaniel Philips, en 1819. Ils ont quatre fils et quatre filles. Son deuxième fils, l'honorable Augustus Anson (en), est un soldat qui reçoit la Croix de Victoria. Son quatrième fils, le très révérend, l'honorable Adelbert Anson (en), est un membre du clergé et évêque de Qu'Apelle au Canada. Lord Lichfield meurt en mars 1854, à l'âge de 58 ans. Son fils aîné, Thomas Anson (2e comte de Lichfield), lui succède au comté. Lady Lichfield est décédée en août 1879 . Lord Lichfield est enterré à l'église St Michael and All Angels de Colwich, à une courte distance de Shugborough Hall.
Il a :
- Thomas George Anson, plus tard 2e comte de Lichfield
- William Victor Leopold Horatio Anson (né le 1er août 1833; décédé en 1856)
- Augustus Henry Archibald Anson, député de Lichfield, 1859-1868 (5 mars 1835 - 17 novembre 1877), épouse le 1er décembre 1863 Amelia Maria Claughton
- Adelbert John Robert Anson DD, évêque de Qu'Appelle, Canada (20 décembre 1840 - 27 mai 1909)
- Louisa Mary Ann Anson (baptisée le 7 décembre 1819; décédée le 27 août 1882), épouse le 31 mars 1838 Le lieutenant-colonel Edward King-Tenison, de Kilronan Castle, co. Roscommon (décédé le 19 juin 1878)
- Anne Frederica Anson (22 février 1823 - 22 juillet 1896), épouse le 29 août 1843, Francis Richard [Charteis-Wemyss-Douglas, ensuite Charteis], 8e comte de Wemyss
- Harriet Frances Maria Anson (26 décembre 1827 - 15 février 1898), épouse le 7 juin 1851 Augustus Henry Venables-Vernon, 6e baron Vernon
- Gwendoline Isabella Anna Maria Anson (baptisée le 12 novembre 1837; décédée le 14 mars 1912), épouse le 19 avril 1865 Nicholas Power O'Shee, de Gardenmorris, co. Waterford (décédé le 30 mars 1902).